# Йеливаре (община)
Община Йеливаре (на шведски: Gällivare kommun) е разположена в лен Норботен, северна Швеция с обща площ 16 951 km2 и население 18 339 души (към 31 декември 2013). Административен център на община Йеливаре е едноименния град Йеливаре.